# Hans von Aulock
Hans Sylvius Hermann Maria von Aulock (Ohlau, 27 novembre 1906 – Ankara, 23 novembre 1980) è stato un banchiere e numismatico tedesco.

## Biografia
Hans von Aulock apparteneva alla famiglia nobile degli Aulock che vivevano in Slesia; era il figlio del maggiore Johannes von Aulock (* 1878).
Frequentò la accademia prussiana per i cadetti a Lichterfelde (Preußische Hauptkadettenanstalt). Dal 1926 al 1928 si perfezionò come esportatore e dopo entrò in una banca a Londra. 
Da 1930 al 1933 visse in Sudafrica. Nel 1934 si impiegò presso la Dresdner Bank, dove lavorò a Berlino, poi dal 1941 a Istanbul come vice responsabile della sezione locale della banca (Deutsche Orientbank). Von Aulock prese posizione contro il nazismo, perciò, dopo la rottura delle relazioni diplomatiche tra Turchia e Germania, richiese asilo in Turchia. Di conseguenza fu internato, ma già dopo poco tempo fu liberato e divenne consigliere della Türkiye İş Bankası. Nel 1952 von Aulock diventò capo della rappresentanza della Dresdner Bank a Istanbul, dove rimase fino al suo pensionamento nel 1971. È morto in un incidente d'auto.
Dopo il suo arrivo in Turchia, von Aulock sviluppò un interesse per la numismatica antica e raccolse nella sua vita una collezione di circa 9000 pezzi. La parte più rilevante furono le monete dell'Asia minore coniate sotto l'Impero romano. La sua collezione fu pubblicata in 4 volumi nella serie Sylloge Nummorum Graecorum, in gran parte compilati dallo stesso von Aulock, che aveva acquisito le sue conoscenze non con un curriculum di formazione ma come autodidatta. È ancora la più importante opera di riferimento per la monetazione in lingua greca dell'Impero romano (monetazione provinciale). In particolare, condusse ricerche sulle monete di bronzo di questa zona e fece diversi studi sulle monete delle varie città. Nel 1970 ricevette la laurea honoris causa da parte dell'Università Goethe di Francoforte. La collezione dopo la morte di von Aulocks è stata dispersa e venduta. Parti importanti si trovano ora a Londra, al British Museum.

## Pubblicazioni
- Die Münzprägung des Gordian III. und der Tranquillina in Lykien. Wasmuth, Tübingen 1974 (Istanbuler Mitteilungen. Beiheft 11)
- Münzen und Städte Lykaoniens. Wasmuth, Tübingen 1976, ISBN 3-8030-1714-9 (Istanbuler Mitteilungen. Beiheft 16)
- Münzen und Städte Pisidiens. Wasmuth, Tübingen
  - Band I, 1977, ISBN 3-8030-1718-1 (Istanbuler Mitteilungen. Beiheft 19)
  - Band II, 1979, ISBN 3-8030-1721-1 (Istanbuler Mitteilungen. Beiheft 22)
- Münzen und Städte Phrygiens. Wasmuth, Tübingen
  - Band I, 1980, ISBN 3-8030-1724-6 (Istanbuler Mitteilungen. Beiheft 25)
  - Band II, 1987, ISBN 3-8030-1726-2 (Istanbuler Mitteilungen. Beiheft 27)